# Kabinett Hitler
Das Kabinett Hitler, auch Hitlerregierung genannt, war die am 30. Januar 1933 gebildete Koalitionsregierung des Deutschen Reiches, die Adolf Hitler nach seiner Ernennung zum Reichskanzler ab demselben Tag bis zum 30. April 1945 leitete, als ihm ein weiterer nationalsozialistischer Reichskanzler folgte. Mit dem Beginn von Hitlers Reichskanzlerschaft wurde in den nachfolgenden Wochen die bis dahin seit 14 Jahren bestehende Weimarer Republik faktisch aufgelöst und die totalitäre Diktatur des Nationalsozialismus in Deutschland errichtet.
Die Schlüsselfigur für das Zustandekommen des Kabinetts Hitler war vor allem Franz von Papen, dessen Bestellung zum Kanzler ursprünglich noch am Tag der Vereidigung von einigen Ministern angenommen worden war. Von Papen hatte seit Anfang Januar 1933 im Auftrag des Reichspräsidenten Paul von Hindenburg hinter dem Rücken des amtierenden Reichskanzlers Kurt von Schleicher zwischen NSDAP und Deutschnationaler Volkspartei (DNVP) über eine gemeinsame Regierung vermittelt. Er verfolgte dabei das sogenannte Einrahmungskonzept, nach dem Hitler zwar Reichskanzler wird und die NSDAP zwei Ministerposten erhält, jedoch durch zahlreiche Minister der DNVP sowie weitere nationalkonservative bis völkisch orientierte Politiker des rechten Rands – unter anderem vom Stahlhelm und Rechtskatholiken wie von Papen – „eingerahmt“ und damit in seinem Handlungsspielraum so eingeschränkt wird, dass er keine Gefahr darstellt (Von Papen: „Wir haben ihn uns engagiert. […] In zwei Monaten haben wir Hitler in die Ecke gedrückt, dass er quietscht.“). Diese Koalitionsregierung besaß im Reichstag keine Mehrheit und setzte daher zunächst die ab 1930 vorherrschenden Präsidialkabinette in Abhängigkeit von Reichspräsident Hindenburg fort.
Die gewaltsame Verfolgung der Kommunisten mit Hilfe der Reichstagsbrandverordnung vom 28. Februar 1933 und die Reichstagsneuwahlen vom 5. März 1933 änderten die Lage: NSDAP und DNVP verfügten nunmehr über eine Mehrheit, doch nach der Verabschiedung des Ermächtigungsgesetzes am 24. März 1933 – das der Regierung auf vier Jahre diktatorische Vollmachten einräumte – wurde auch der nationalkonservative Koalitionspartner DNVP überflüssig. Nach der Selbstauflösung der DNVP im Juni 1933 verließ deren Hauptrepräsentant Alfred Hugenberg das Kabinett, andere Mitglieder traten zur NSDAP über.

## Entwicklung
Auch wenn Hitler bis zum Ermächtigungsgesetz noch sachliche Beratung im Kabinett zuließ, was sich schon ab April 1933 änderte, gab es von Anfang an keine förmlichen Abstimmungen. In dem Maße, in dem Hitler seine Machtbasis außerhalb des Kabinetts aufbaute, ging ferner die Anzahl der Kabinettssitzungen zurück. Im Februar/März 1933 hatte es noch 31 Sitzungen gegeben, im April/Mai 1933 nur 16, und für den Rest des Jahres sowie für 1934 fanden insgesamt 42 Sitzungen statt. Zum letzten Mal kam das Kabinett Hitler am 5. Februar 1938 zusammen. Hitler verfuhr mit den Ministern in isolierter Kommunikation, teils direkt, teils sogar indirekt über die Leiter von Reichs- oder Parteikanzlei. Sämtliche Minister wurden faktisch zu Befehlsempfängern des (ab August 1934) „Führers und Reichskanzlers“. Daneben unterhöhlten zahlreiche Sonderbeauftragte Hitlers die Tätigkeit der Minister.
Anfangs gehörten dem Kabinett nur drei NSDAP-Mitglieder an: Neben dem Reichskanzler Hitler der Innenminister Frick und Minister Göring ohne Geschäftsbereich. Goebbels („Volksaufklärung und Propaganda“) kam am 13. März hinzu. Im April trat Franz Seldte, der statt Theodor Duesterberg überraschend Arbeitsminister geworden war, der NSDAP bei. Hugenberg, Minister für Wirtschaft, Landwirtschaft und Ernährung, trat bereits am 29. Juni 1933 zurück; er war von auswärtigen Beobachtern zunächst als der starke Mann des Kabinetts angesehen worden. Seine Partei hatte sich zwei Tage zuvor aufgelöst. Danach verblieben noch einige Parteilose (oder parteilos Gewordene) im Kabinett.

## Minister
| Kabinett Hitler 30. Januar 1933 bis 30. April 1945                                          | Kabinett Hitler 30. Januar 1933 bis 30. April 1945                                    | Kabinett Hitler 30. Januar 1933 bis 30. April 1945                                        | Kabinett Hitler 30. Januar 1933 bis 30. April 1945 | Kabinett Hitler 30. Januar 1933 bis 30. April 1945 |
| ------------------------------------------------------------------------------------------- | ------------------------------------------------------------------------------------- | ----------------------------------------------------------------------------------------- | -------------------------------------------------- | -------------------------------------------------- |
| Reichskanzler (ab 2. August 1934 „Führer und Reichskanzler“)                                |                                                                                       | Adolf Hitler                                                                              |                                                    | NSDAP                                              |
| Stellvertreter des Reichskanzlers                                                           |                                                                                       | Franz von Papen bis 7. August 1934                                                        |                                                    | parteilos                                          |
| Auswärtiges Amt                                                                             |                                                                                       | Konstantin von Neurath bis 4. Februar 1938                                                | parteilos (ab 1937 NSDAP)                          |                                                    |
| Auswärtiges Amt                                                                             |                                                                                       | Joachim von Ribbentrop ab 4. Februar 1938                                                 |                                                    | NSDAP                                              |
| Inneres                                                                                     |                                                                                       | Wilhelm Frick bis 20. August 1943                                                         | NSDAP                                              |                                                    |
| Inneres                                                                                     | Heinrich Himmler 24. August 1943 bis 29. April 1945                                   |                                                                                           | NSDAP                                              |                                                    |
| Finanzen                                                                                    |                                                                                       | Johann Ludwig Graf Schwerin von Krosigk                                                   |                                                    | parteilos (ab 1937 NSDAP)                          |
| Wirtschaft                                                                                  |                                                                                       | Alfred Hugenberg bis 29. Juni 1933                                                        |                                                    | DNVP                                               |
| Wirtschaft                                                                                  |                                                                                       | Kurt Schmitt 29. Juni 1933 bis 3. August 1934                                             |                                                    | NSDAP                                              |
| Wirtschaft                                                                                  |                                                                                       | Hjalmar Schacht 3. August 1934 bis 26. November 1937                                      |                                                    | parteilos (ab 1937 NSDAP)                          |
| Wirtschaft                                                                                  |                                                                                       | Hermann Göring 26. November 1937 bis 15. Januar 1938                                      |                                                    | NSDAP                                              |
| Wirtschaft                                                                                  | Walther Funk ab 5. Februar 1938                                                       |                                                                                           |                                                    | NSDAP                                              |
| Arbeit                                                                                      |                                                                                       | Franz Seldte                                                                              |                                                    | Stahlhelm *) (ab 1933 NSDAP)                       |
| Arbeitsbeschaffung                                                                          |                                                                                       | Günther Gereke bis 30. März 1933                                                          |                                                    | parteilos                                          |
| Justiz                                                                                      |                                                                                       | Franz Gürtner verstorben am 29. Januar 1941                                               |                                                    | DNVP (ab 1937 NSDAP)                               |
| Justiz                                                                                      |                                                                                       | Staatssekretär Franz Schlegelberger kommissarisch von 29. Januar 1941 bis 20. August 1942 |                                                    | NSDAP                                              |
| Justiz                                                                                      | Otto Georg Thierack ab 20. August 1942                                                |                                                                                           |                                                    | NSDAP                                              |
| Reichswehr ab 21. Mai 1935: Reichskriegsministerium am 4. Februar 1938 aufgelöst            |                                                                                       | Werner von Blomberg bis 27. Januar 1938                                                   |                                                    | parteilos (ab 1937 NSDAP)                          |
| Oberkommando der Wehrmacht ab 4. Februar 1938                                               |                                                                                       | Wilhelm Keitel                                                                            | parteilos (ab 1939 NSDAP)                          |                                                    |
| Post                                                                                        |                                                                                       | Paul von Eltz-Rübenach bis 2. Februar 1937                                                | parteilos                                          |                                                    |
| Post                                                                                        |                                                                                       | Wilhelm Ohnesorge ab 2. Februar 1937                                                      |                                                    | NSDAP                                              |
| Verkehr                                                                                     |                                                                                       | Paul Freiherr von Eltz-Rübenach bis 2. Februar 1937                                       |                                                    | parteilos                                          |
| Verkehr                                                                                     |                                                                                       | Julius Dorpmüller ab 2. Februar 1937                                                      | parteilos (ab 1941 NSDAP)                          |                                                    |
| Ernährung und Landwirtschaft                                                                |                                                                                       | Alfred Hugenberg bis 29. Juni 1933                                                        |                                                    | DNVP                                               |
| Ernährung und Landwirtschaft                                                                |                                                                                       | Richard Walther Darré 29. Juni 1933 bis 23. Mai 1942 (formal bis 6. April 1944)           |                                                    | NSDAP                                              |
| Ernährung und Landwirtschaft                                                                | Herbert Backe kommissarisch ab 23. Mai 1942 (formal ab 6. April 1944)                 |                                                                                           |                                                    | NSDAP                                              |
| Volksaufklärung und Propaganda ab 13. März 1933                                             |                                                                                       | Joseph Goebbels                                                                           | NSDAP                                              |                                                    |
| Luftfahrt ab 5. Mai 1933                                                                    |                                                                                       | Hermann Göring bis 23. April 1945                                                         | NSDAP                                              |                                                    |
| Wissenschaft, Erziehung und Volksbildung ab 1. Mai 1934                                     |                                                                                       | Bernhard Rust                                                                             | NSDAP                                              |                                                    |
| Kirchliche Angelegenheiten ab 16. Juli 1935                                                 |                                                                                       | Hanns Kerrl verstorben am 15. Dezember 1941                                               | NSDAP                                              |                                                    |
| Kirchliche Angelegenheiten ab 16. Juli 1935                                                 | Staatssekretär Hermann Muhs kommissarisch ab 15. Dezember 1941                        |                                                                                           | NSDAP                                              |                                                    |
| Bewaffnung und Munition ab 17. März 1940 ab 2. September 1943: Rüstung und Kriegsproduktion |                                                                                       | Fritz Todt verstorben am 8. Februar 1942                                                  | NSDAP                                              |                                                    |
| Bewaffnung und Munition ab 17. März 1940 ab 2. September 1943: Rüstung und Kriegsproduktion | Albert Speer ab 8. Februar 1942                                                       |                                                                                           | NSDAP                                              |                                                    |
| Besetzte Ostgebiete ab 17. Juli 1941                                                        |                                                                                       | Alfred Rosenberg                                                                          | NSDAP                                              |                                                    |
| „Deutscher Staatsminister für Böhmen und Mähren“ ab 20. August 1943                         |                                                                                       | Karl Hermann Frank                                                                        | NSDAP                                              |                                                    |
| Reichsminister ohne Geschäftsbereich ab 5. Februar 1938: Reichsminister                     |                                                                                       | Hermann Göring 30. Januar 1933 bis 28. April 1933                                         | NSDAP                                              |                                                    |
| Reichsminister ohne Geschäftsbereich ab 5. Februar 1938: Reichsminister                     | Ernst Röhm, Chef des Stabes der SA 1. Dezember 1933 bis zu seinem Tod am 1. Juli 1934 |                                                                                           | NSDAP                                              |                                                    |
| Reichsminister ohne Geschäftsbereich ab 5. Februar 1938: Reichsminister                     | Rudolf Heß, Stellvertreter des Führers 1. Dezember 1933 bis 12. Mai 1941              |                                                                                           | NSDAP                                              |                                                    |
| Reichsminister ohne Geschäftsbereich ab 5. Februar 1938: Reichsminister                     | Hanns Kerrl 17. Juni 1934 bis 16. Juli 1935                                           |                                                                                           | NSDAP                                              |                                                    |
| Reichsminister ohne Geschäftsbereich ab 5. Februar 1938: Reichsminister                     | Hans Frank ab 19. Dezember 1934                                                       |                                                                                           | NSDAP                                              |                                                    |
| Reichsminister ohne Geschäftsbereich ab 5. Februar 1938: Reichsminister                     | Hjalmar Schacht 26. November 1937 bis 22. Januar 1943                                 |                                                                                           | NSDAP                                              |                                                    |
| Reichsminister ohne Geschäftsbereich ab 5. Februar 1938: Reichsminister                     | Otto Meissner, Chef der Präsidialkanzlei ab 1. Dezember 1937                          |                                                                                           | NSDAP                                              |                                                    |
| Reichsminister ohne Geschäftsbereich ab 5. Februar 1938: Reichsminister                     | Hans Heinrich Lammers, Chef der Reichskanzlei ab 26. November 1937                    |                                                                                           | NSDAP                                              |                                                    |
| Reichsminister ohne Geschäftsbereich ab 5. Februar 1938: Reichsminister                     | Arthur Seyß-Inquart ab 1. Mai 1939                                                    |                                                                                           | NSDAP                                              |                                                    |
| Reichsminister ohne Geschäftsbereich ab 5. Februar 1938: Reichsminister                     | Martin Bormann, Chef der Parteikanzlei ab 1941 einem Reichsminister gleichgestellt    |                                                                                           | NSDAP                                              |                                                    |
| Reichsminister ohne Geschäftsbereich ab 5. Februar 1938: Reichsminister                     | Wilhelm Frick, Reichsprotektor von Böhmen und Mähren ab 24. August 1943               |                                                                                           | NSDAP                                              |                                                    |